# Karl Gude

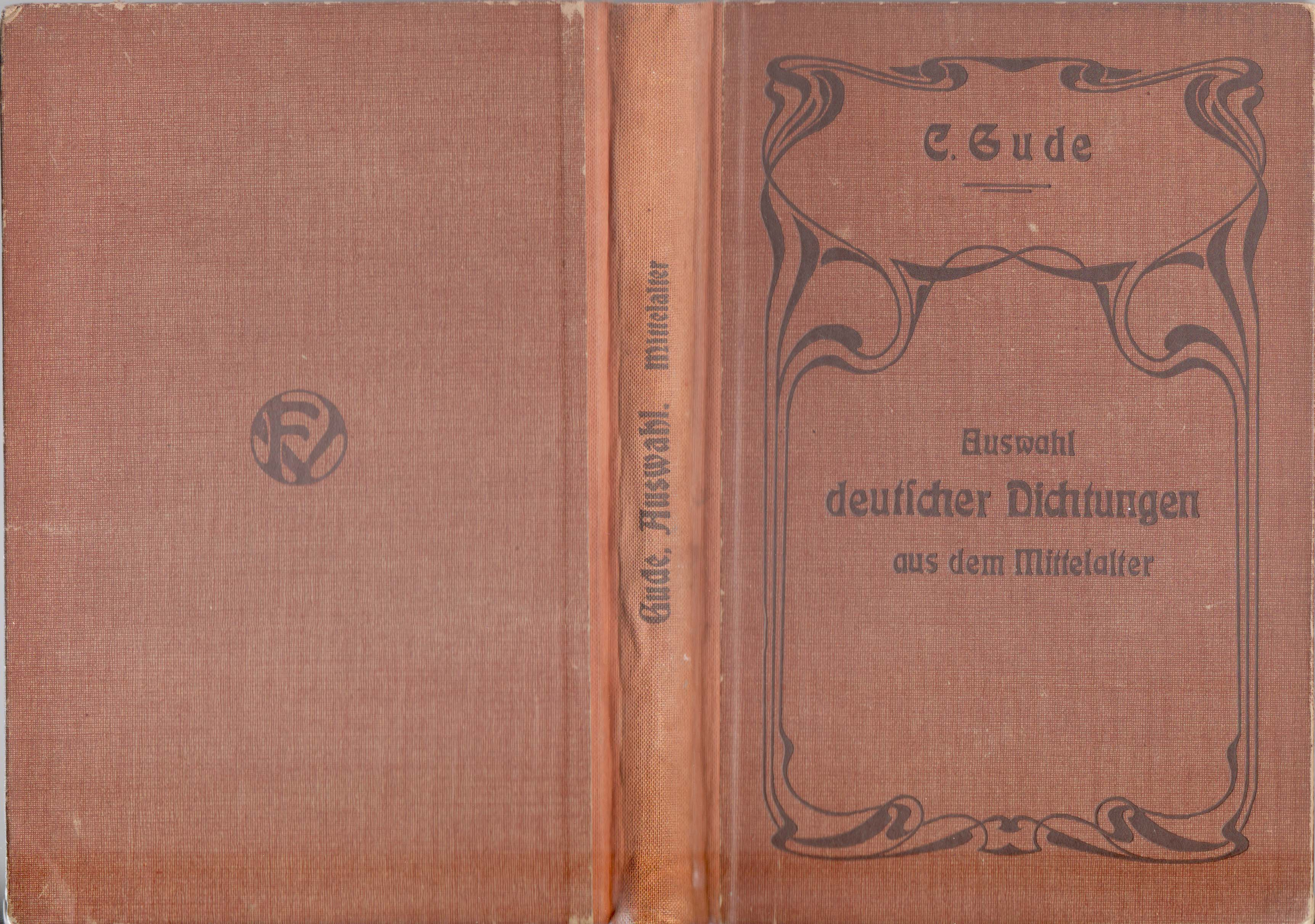
Bucheinband der Deutschen Dichtungen von C. Gude mit Jugendstilornamenten aus dem Jahr 1913. Der Druck erfolgte von Oscar Brandstetter.

Karl (auch Carl) Heinrich Friedrich Gude (* 28. Februar 1814 in Hasserode-Friedrichsthal; † 27. November 1898 in Magdeburg) war ein deutscher Lehrer und Schulschriftsteller.

## Leben
Karl Gude war der Sohn eines Schullehrers und wurde in dem am nördlichen Harzrand gelegenen preußischen Kolonistendorf Hasserode-Friedrichsthal, das in die Grafschaft Wernigerode integriert wurde, geboren. Im Alter von zehn Jahren besuchte er die Lateinschule in Wernigerode, die er mit ausgezeichnetem Zeugnis 1831 verließ. Er wechselte an das Lehrerseminar nach Halberstadt, wo er 1834 die Reifeprüfung ablegte. Er kehrte nach Hasserode zurück, wo er zunächst seinen in die Jahre gekommenen Vater im Schuldienst in Hasserode-Friedrichsthal unterstützte. Da er allerdings keine finanzielle Entschädigung dafür erhielt, musste sich Karl Gude nach einer festen Anstellung umsehen, die er ab Herbst 1835 an der Bürgerschule in Merseburg fand. Gleichzeitig unterrichtete er mit bleibenden Erfolg an der dortigen Armenschule. In dieser Zeit entstanden seine ersten Publikationen zur Verbesserung der Schulunterrichtes in der preußischen Provinz Sachsen. Als Gehilfe von Hiecke schrieb er schon bald eigene Werke.
1848 erhielt Karl Gude vom Bürgermeister und Schulrat Grubitz die Berufung an die höhere Töchterschule (die spätere Luisenschule) in Magdeburg. Dort wirkte er bis zum Ende des Schuljahres zu Ostern 1884. Mit 70 Jahren trat er in den Ruhestand. Das Lehrer- und Schülerkollegium gestaltete am 28. Februar 1894 eine Feier anlässlich seines 80. Geburtstages. Vier Jahre später starb Karl Gude in Magdeburg.

## Werke (Auswahl)
- Erläuterungen deutscher Dichtungen – Nebst Themen zu schriftlichen Aufsätzen, in Umrissen und Ausführungen: Ein Hülfsbuch beim Unterricht in der Litteratur und für Freunde derselben – Erläuterungen deutscher Dichtungen Zweite Reihe. Leipzig 1881
- Auswahl deutscher Dichtungen aus dem Mittelalter. Leipzig 1913